# ジャック・イーガン

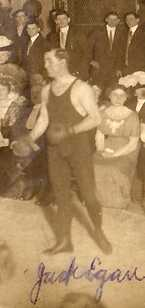
1911年撮影

ジャック・イーガン(Jack Egan、1878年5月27日-1950年3月15日)は、20世紀初頭のライト級、ウェルター級のアメリカ人ボクサー。本名はフランク・フロイド(Frank Joseph Floyd)。ペンシルベニア州フィラデルフィアで生まれた。
イーガンは、1904年セントルイスオリンピックのボクシング競技で2つのメダルを獲得した。ライト級では決勝でハリー・スパンジャーに敗れ銀メダル、ウェルター級では同じアメリカのジョセフ・ライドンと並んで銅メダルだった。しかしアマチュア運動連合(AAU)の規則では、本名以外で試合を行うことは違反だったため、1905年11月、AAUはイーガンをAAU主催の全ての大会から追放し、2つのオリンピックを含む全ての賞を返還させた。